# Sim, Chef!
Sim, Chef! é uma série de televisão portuguesa de comédia que conta no elenco com os atores Miguel Guilherme, Diogo Martins, Marco Horácio e Duarte Gomes. A série estreou a 4 de janeiro de 2017, na RTP1, e terminou a primeira temporada a 7 de junho de 2017. A segunda temporada estreou a 5 de julho de 2017, e concluiu a 13 de dezembro de 2017.
É uma adaptação da série russa Kitchen (em russo: Кухня ou Kukhnya), exibida pela STS.

## Sinopse
A série segue a vida de Manel, um jovem cozinheiro que pretende ser um grande Chef de cozinha. Depois de conseguir um emprego no conceituado restaurante Divina Comédia, o jovem tem pela frente muitos desafios, entre dos quais, conquistar o Chef do restaurante, Vítor Guerreiro, um cozinheiro pouco simpático, bruto, autoritário e excêntrico.
Na segunda temporada, e com as ausências de Manel e do Chef Vítor, entra em cena o jovem Zé Morais, como ajudante no Divina Comédia. Por outro lado, também aparece o Chef Mário Valente, um Chef também ele autoritário e sem piedade.

## Elenco
- Miguel Guilherme como Vítor Guerreiro, o Chef
- Diogo Martins como Manel, o Aprendiz
- Marco Horácio como Mário Valente, o Chef
- Duarte Gomes como Zé, o ajudante
- São José Correia como Carla, a 1ª mulher do Boss
- Luís Barros como Fanã
- Tiago Retrê como Samu
- Benedita Pereira como Kika, a Gerente
- Eric Santos como Bruno Falcão, o Boss
- Ivo Lucas como Carlos, o Barman
- Jani Zhao como Tânia
- Pedro Giestas como Leonel, o subchefe
- Tiago Costa como Louis
- Grace Mendes como Zazá, a Copeira
- Marta Faial como Susana Monteiro

## Temporadas
| Temporada | Temporada | Episódios | Episódios | Originalmente exibido | Originalmente exibido  |
| Temporada | Temporada | Episódios | Episódios | Estreia da temporada  | Final da temporada     |
| --------- | --------- | --------- | --------- | --------------------- | ---------------------- |
|           | 1         | 20        | 20        | 4 de janeiro de 2017  | 7 de junho de 2017     |
|           | 2         | 20        | 20        | 5 de julho de 2017    | 13 de dezembro de 2017 |

## Episódios

### 1.ª Temporada
| N.º na série | N.º na temp. | Título                                      | Exibição original       | Audiência (espectadores) | Audiência (share) |
| ------------ | ------------ | ------------------------------------------- | ----------------------- | ------------------------ | ----------------- |
| 1            | 1            | "Quem Não Arrisca, Não Petisca"             | 4 de janeiro de 2017    | 570 000                  | 12,4%             |
| 2            | 2            | "Um Amigo Está Onde Menos Se Espera"        | 11 de janeiro de 2017   | 579 500                  | 12%               |
| 3            | 3            | "O Futuro é Imprevisível"                   | 18 de janeiro de 2017   | 541 500                  | 10,8%             |
| 4            | 4            | "Nem Tudo é o que Parece!"                  | 1 de fevereiro de 2017  | 494 000                  | 10,4%             |
| 5            | 5            | "Há Dias Para Esquecer!"                    | 8 de fevereiro de 2017  | 560 000                  | 12,1%             |
| 6            | 6            | "Preparados Para o Que Der e Vier"          | 15 de fevereiro de 2017 | 532 000                  | 11,3%             |
| 7            | 7            | "Um Amigo Não Nos Deixa Cair"               | 22 de fevereiro de 2017 | 446 500                  | 9,6%              |
| 8            | 8            | "Quem Nunca Errou Que Se Apresente"         | 1 de março de 2017      | 513 000                  | 10,6%             |
| 9            | 9            | "Onde Está a Alice?"                        | 8 de março de 2017      | 437 000                  | 9,8%              |
| 10           | 10           | "Quem Não Tem Dinheiro, Não Tem Vícios"     | 15 de março de 2017     | 465 000                  | 10%               |
| 11           | 11           | "Quem é Quem?"                              | 22 de março de 2017     | 532 000                  | 11,2%             |
| 12           | 12           | "Mudam-se os Tempos, Mudam-se as Vontades"  | 29 de março de 2017     | 503 500                  | 10,8%             |
| 13           | 13           | "O Seu a Seu Dono"                          | 5 de abril de 2017      | 456 000                  | 10,3%             |
| 14           | 14           | "Mostra o Que Vales!"                       | 19 de abril de 2017     | 456 000                  | 9,8%              |
| 15           | 15           | "Amigos, Amigos, Zangas à Parte"            | 26 de abril de 2017     | 446 000                  | 9,4%              |
| 16           | 16           | "Nem tudo é o que parece!"                  | 3 de maio de 2017       | 389 500                  | 9,1%              |
| 17           | 17           | "Mais Tarde ou Mais Cedo, Tudo se Paga"     | 17 de maio de 2017      | 484 500                  | 10,8%             |
| 18           | 18           | "A Crise Toca a Todos"                      | 24 de maio de 2017      | 370 500                  | 8,1%              |
| 19           | 19           | "O Segredo é Saber Dar Valor ao Que se Tem" | 31 de maio de 2017      | 456 000                  | 10,4%             |
| 20           | 20           | "Tudo Bem, Quando Acaba Bem!"               | 7 de maio de 2017       | 465 500                  | 11%               |

### 2.ª Temporada
| N.º na série | N.º na temp. | Título                               | Exibição original      | Audiência (espectadores) | Audiência (share) |
| ------------ | ------------ | ------------------------------------ | ---------------------- | ------------------------ | ----------------- |
| 21           | 1            | "Afinal quem manda aqui?"            | 5 de julho de 2017     | 494 000                  | 11,2%             |
| 22           | 2            | "Manda Quem Pode, Obedece Quem Deve" | 12 de julho de 2017    | 399 000                  | 9,5%              |
| 23           | 3            | "Sentimentos Não Confessados"        | 19 de julho de 2017    | 437 000                  | 10,1%             |
| 24           | 4            | "Segredos!"                          | 26 de julho de 2017    | 427 500                  | 10,5%             |
| 25           | 5            | "A Escolha"                          | 2 de agosto de 2017    | 361 000                  | 9,5%              |
| 26           | 6            | "Recordar é Viver"                   | 9 de agosto de 2017    | 437 000                  | 10,1%             |
| 27           | 7            | "Tudo é Bom, com Peso e Medida"      | 16 de agosto de 2017   | 361 000                  | 9,2%              |
| 28           | 8            | "Quanto Mais Me Bates..."            | 30 de agosto de 2017   | 503 500                  | 11,6%             |
| 29           | 9            | "Agora é que são Elas"               | 6 de setembro de 2017  | 503 500                  | 11,8%             |
| 30           | 10           | "O Caminho"                          | 27 de setembro de 2017 | 399 000                  | 8,5%              |
| 31           | 11           | "Um Conselho"                        | 4 de outubro de 2017   | 389 500                  | 8,7%              |
| 32           | 12           | "Há Chefes e Chefes"                 | 11 de outubro de 2017  | 484 500                  | 10,6%             |
| 33           | 13           | "Gato por Lebre"                     | 18 de outubro de 2017  | 313 500                  | 6,7%              |
| 34           | 14           | "O Amor Anda no Ar"                  | 1 de novembro de 2017  | 313 500                  | 6,7%              |
| 35           | 15           | "Amor, Amor a Quanto Me Obrigas"     | 8 de novembro de 2017  | 446 500                  | 9,4%              |
| 36           | 16           | "A Arte da Guerra"                   | 15 de novembro de 2017 | 427 500                  | 9,1%              |
| 37           | 17           | "A Mentira Tem Perna Curta"          | 22 de novembro de 2017 | 351 500                  | 7,3%              |
| 38           | 18           | "Mostra o Que Vales"                 | 29 de novembro de 2017 | 218 500                  | 4,8%              |
| 39           | 19           | "Guerra"                             | 6 de dezembro de 2017  | 389 500                  | 8,3%              |
| 40           | 20           | "A Cereja no Topo do Bolo"           | 13 de dezembro de 2017 | 418 000                  | 8,8%              |

## Produção
- Dado à existência de outros projetos, os protagonistas Miguel Guilherme e Diogo Martins não puderam integrar-se na segunda temporada da série, tendo o segundo apenas feito uma participação especial no 17ª episódio da segunda temporada.
- A segunda temporada manteve as mesmas personagens menos os protagonistas Miguel Guilherme e Diogo Martins, e juntaram-se novos atores tais como Marco Horácio, Duarte Gomes e São José Correia.

## Transmissão
- O primeiro episódio da primeira temporada da sitcom marcou 6,0% de rating e 12,4% de share, mas foi no segundo episódio que a série bateu o seu recorde de rating, alcançando 6,1% de rating e 12,0% de share. Desde então, Sim, Chef! foi alcançando audiências nos 4 a 6 pontos de rating. No antepenúltimo episódio da temporada, Sim, Chef! teve o pior valor de sempre registando 3,9% de rating e 8,1% de share, devido à transmissão de um dos jogos da Liga Europa pela SIC. O final da temporada teve 4,9% de rating e 11,0% de share. A temporada fechou com 5,1% de rating e 10,5% de share.
- A segunda temporada da série, marcou 5,2% de rating e 11,2% de share. Logo no 4° episódio, teve o pior valor marcando 3,8% de rating, um valor jamais alcançado na temporada anterior. No dia 29 de novembro, Sim, Chef! foi atrasada para o horário mais tarde e bateu um recorde negativo, marcando 2,3% de rating e 4,8% de share. A segunda temporada marcou no último episódio 4,4% de rating e 8,8% de share, um índice inferior ao final da temporada anterior. A temporada fechou com 4,3% de rating e 9,1% de share, representando uma queda de 0,8% de rating e 1,4% de share.
- A primeira temporada de Sim, Chef! registou a maior audiência de temporadas de séries da RTP1 na faixa das 21h desde Bem-Vindos a Beirais, empatando com a primeira temporada da mesma, tornando a série num êxito de audiências, motivo que levou a renovação de uma segunda temporada.
- A primeira temporada da série, era um dos programas mais vistos da RTP1.
- Para além da audiência boa da primeira temporada da série, a critica é bastante positiva.
- A primeira temporada de Sim, Chef! foi a temporada de série mais vista em 2017 transmitida pelo RTP1, igualando Vidago Palace com a mesma audiência média (5,1%/10,5%), porém a comédia protagonizada por Diogo Martins, marcou 5,105% de rating contra a série histórica protagonizada por Mikaela Lupu que fechou com 5,100% de rating.
- A segunda temporada foi menos bem sucedida alcançando o 4º lugar das temporadas de séries mais vistas em 2017 na RTP1: Sim, Chef! (I) (5,1%/10,5%), Vidago Palace (5,1%/10,5%), Ministério do Tempo (4,5%/9,2%) e por fim Sim, Chef! (II) (4,3%/9,1%), igualando A Família Ventura (4,3%/11,5%).